# Фотография Дональда Трампа под арестом

Фотография Трампа, сделанная при задержании, опубликована офисом шерифа округа Фултон, штат Джорджия

24 августа 2023 года, после вынесения обвинительного приговора по делу о рэкете и связанных с ним обвинениях, Дональд Трамп, бывший президент Соединённых Штатов, который впоследствии победил на президентских выборах 2024 года, добровольно сдался властям в тюрьме округа Фултон в Атланте, штат Джорджия, где была сделана фотография для опознания. На фотографии Трамп в синем костюме, белой рубашке и красном галстуке смотрит в камеру на фоне серого задника. Его лицо освещено сбоку и сверху. Это первая и на данный момент единственная полицейская фотография президента США. После публикации этот снимок был использован в президентской кампании Трампа в 2024 году, в интернет-мемах и в различных СМИ по всему миру. Он также выставлен у входа в Овальный кабинет.

## Предыстория
14 августа 2023 года Большое жюри в округе Фултон предъявило Трампу обвинения в подкупе избирателей и связанных с этим преступлениях и выдало ордер на арест. Окружной прокурор округа Фани Уиллис предложила ему добровольно сдаться. 24 августа, вскоре после 19:30 по восточному летнему времени (EDT), Трамп явился в тюрьму округа Фултон в Атланте, был зарегистрирован, получил номер заключённого P01135809, прошёл процедуру оформления и был отпущен под залог. В 20:05 по восточному летнему времени. Копия фотографии с регистрации без водяных знаков тюрьмы округа Фултон была опубликована в Twitter. CNN опубликовало официальное изображение в 21:27.
В 21:38 Трамп опубликовал фотографию в социальной сети с подписью «MUG SHOT — AUGUST 24, 2023, ELECTION INTERFERENCE, NEVER SURRENDER!» (рус. MUG SHOT — 24 АВГУСТА 2023 ГОДА, ВМЕШАТЕЛЬСТВО В ВЫБОРЫ, НИКОГДА НЕ СДАВАЙСЯ!). Пост содержал ссылку на страницу WinRed, на которой собирали пожертвования на его президентскую кампанию 2024 года. Этот пост стал первым примером активности Трампа в Twitter с тех пор, как его аккаунт был восстановлен в ноябре 2022 года Илоном Маском после приобретения им платформы.

## Использование

### Сбор средств
Перед предъявлением Трампу обвинения в апреле 2023 года в Нью-Йорке его невестка Лара Трамп сказала, что любая фотография Трампа «войдёт в историю как самая известная фотография, когда-либо существовавшая в Америке». Бывший пресс-секретарь Трампа Хоган Гидли пошутил, что такая фотография была бы «самой мужественной, самой мужской, самой красивой фотографией всех времён». Во время предъявления обвинения не было сделано ни одной фотографии, и на сайте предвыборной кампании Трампа начали продавать футболки с изображением вымышленной фотографии с места преступления.
Через полтора часа после освобождения Трампа из тюрьмы округа Фултон 24 августа предвыборный штаб Трампа начал продавать футболки, кружки и другие товары с его фотографией, сделанной во время задержания. 26 августа штаб заявил, что с момента публикации фотографии было собрано 7,1 миллиона долларов. Проект «Линкольн», продавцы на Etsy и другие также начали продавать товары с фотографией из бронирования; предвыборный штаб Трампа, которому не принадлежали авторские права, пригрозил подать в суд на любого пользователя, который не получил их предварительного разрешения.
В декабре 2023 года Трамп выпустил набор цифровых коллекционных карточек в виде NFT, которые он назвал «Mugshot Edition». Было выпущено 100 000 цифровых карточек по цене 99 долларов за штуку. Покупатели, которые приобрели 47 или более цифровых коллекционных карточек, получат одну из 2042 коллекционных карточек ограниченного выпуска, 25 из которых подписаны Трампом от руки, а также фрагмент костюма, который он носил в тюрьме округа Фултон, и приглашение на ужин с Трампом в Мар-а-Лаго. Первые 200 покупателей, которые приобретут не менее 100 карточек, получат уникальный NFT, два билета на коктейльную вечеринку с Трампом, вторую физическую карточку с фрагментами костюма и галстука Трампа и две дополнительные памятные карточки.

### Освещение в новостях
Многие газеты в Соединённых Штатах и других странах поместили фотографию преступника на первую полосу или в статьи на первой полосе, в то время как другие печатали тизеры с миниатюрами фотографии на первой полосе. Другие новостные издания сообщили об этом.
Fox News опубликовала фотографию в статье об эксклюзивном интервью, которое Трамп дал им вскоре после освобождения из тюрьмы. Они процитировали его слова о том, что «чиновники в Джорджии настояли на фотографировании» и что он «согласился на это».

### В Белом доме
Во время второго президентства Дональда Трампа номер New York Post с фотографией на обложке был вывешен в золотой рамке в коридоре рядом с Овальным кабинетом. Одна из самых ранних фотографий, на которой изображена обложка в рамке, была сделана 4 февраля 2025 года во время визита премьер-министра Израиля Биньямина Нетаньяху.

## Реакция
Associated Press назвало это «американским моментом» и «стойким образом, который появится в учебниках истории еще долго после ухода Дональда Трампа». Они описали изображение, на котором Трамп вызывающе смотрит в камеру, как будто он «смотрит на заклятого врага через объектив». Журналист Крис Макгрил, который пишет для газеты The Guardian, назвал это фото определяющим снимком десятилетия, который определяет современную политику США. Он отметил: «Враждебность Трампа проявляется в том, как он смотрит в камеру над собой, и в его напряжённом, опущенном вниз рту. […] Одетый в синий костюм, белую рубашку и красный галстук, он даже не пытается улыбнуться, как некоторые из его сокамерников на фотографиях. Снимок не льстит, но передаёт то, что многие сторонники Трампа хотят услышать, — воинственность».
Критик из The New York Times Ванесса Фридман назвала это изображение «беспрецедентным снимком для истории» и отметила, что «его лицо освещено сверху ослепительной белой вспышкой, которая падает на его пепельно-русые волосы, как прожектор. […] Он смотрит из-под бровей, не улыбаясь, его глаза странно налиты кровью, брови нахмурены, подбородок втянут, как будто он собирается боднуть камеру». Изображение чёткое, лишённое флагов и вычурных элементов, которые мистер Трамп предпочитал использовать для фотосъёмок в Мар-а-Лаго или Трамп-тауэр, а также во время своего президентского срока, чтобы продемонстрировать власть и блеск успеха. Фридман процитировал историка Шона Виленца, который сказал, что из множества фотографий Трампа эта может быть самой известной или скандальной и служить «окончательным завершением политической линии в Соединённых Штатах, которая началась несколько десятилетий назад с заявления Ричарда Никсона „Я не мошенник“».

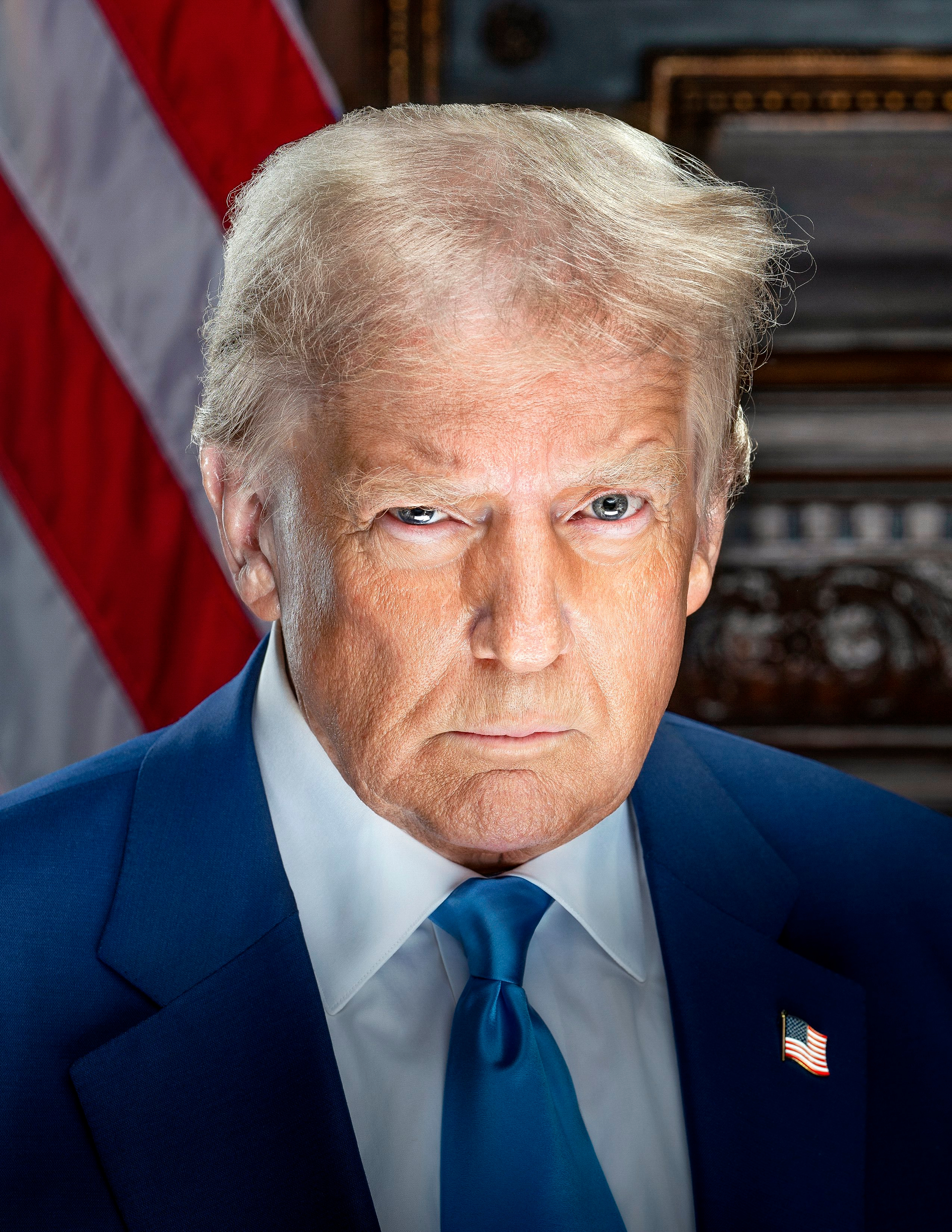
Инаугурационный портрет Дональда Трампа в 2025 году

CNN назвало это изображение «одним из самых знаковых образов всех, кто занимал пост главнокомандующего» и «поразительным в своей простоте, что, несомненно, должно раздражать бывшую звезду реалити-шоу, для которой имидж — это всё». The Independent отметила, что «45-й президент смотрит прямо в камеру, нахмурив лоб и опустив густые брови, словно предвидя свою судьбу», добавив, что «нельзя отрицать тот факт, что фотография Трампа имеет историческое и культурное значение — и скоро её будут видеть повсюду, всегда».
The Telegraph сообщила: «45-й президент изображён в воинственной позе, с нахмуренными бровями, поджатыми губами и угрожающим выражением лица. Его голова и верхняя часть плеч видны на снимке, который, вероятно, станет всемирно известным». Time прокомментировал: «Его платиновые волосы цвета сахарной ваты мерцают в суровом тюремном освещении. Его взгляд устремлён вперёд. Его рот искривился в гримасе. Вместо того чтобы улыбаться, как некоторые из его со-подсудимых, он, кажется, хмурится». BBC News назвала композицию снимка «кошмаром фотографа».
Британский кинокритик Робби Коллин сравнил выражение лица Трампа с «взглядом Кубрика», характерным для нескольких запоминающихся персонажей фильмов американского режиссёра Стэнли Кубрика. В интернет-мемах и комментариях также говорилось, что фотография бронирования имитирует «угрожающий взгляд персонажа Виго Жестокого», который был заметен в «Охотниках за привидениями 2», а также поза одноименного персонажа «Голубая сталь» в фильме «Образцовый самец» (сам Трамп сыграл эпизодическую роль в последнем).
Обозревательница Морин Дауд из The New York Times заметила, что «фотография Дональда Трампа должна была стать „отвратительной пародией“, отражением того, что этот авантюрист сделал со своей жизнью. Она должна была показать разлагающуюся душу Трампа, а не его агрессивное лицо. Она должна была показать человека настолько циничного и развращённого, что он готов разрушить душу нашей страны — нашу демократию — и подорвать веру в наши институты. И всё это только для того, чтобы не называться неудачником». 27 августа арт-критик Джерри Зальц назвал этот снимок «самой известной фотографией в мире» и сказал, что «мужчина с хмурым лицом уже использует свой портрет как заявление о неповиновении и как жалобу на преследования — символ столь же дьявольски изобретательный, как красная шляпа MAGA».
Когда журналист спросил его мнение о фотографии, президент Джо Байден, преемник и предшественник Трампа, пошутил: «Красивый парень, замечательный парень». После выхода Байдена из предвыборной гонки в июле Трамп в итоге выиграл выборы 5 ноября, обойдя Камалу Харрис.
23 февраля 2024 года Трампа раскритиковали за комментарии во время предвыборной речи о том, что его четыре уголовных обвинения и фотография в полицейской форме повысили его привлекательность среди чернокожих избирателей, а также за сравнение его юридических проблем с исторической дискриминацией чернокожих, заявив, что «когда я сделал фотографию в полицейской форме в Атланте, эта фотография стала № 1. Знаете, кто принял её больше, чем кто-либо другой? Чернокожее население».
После того как Time назвал его человеком 2024 года, Трамп в шутку опубликовал мем со своим снимком под заголовком «Как всё начиналось» рядом с обложкой Time под заголовком «Как идут дела». 17 января 2025 года, за три дня до инаугурации, команда Трампа по переходу к новой администрации опубликовала инаугурационные портреты Трампа и избранного вице-президента Джей Ди Вэнса. В то время как Вэнс улыбался на портрете, выражение лица Трампа, как сообщается, было вдохновлено его фотографией 2023 года.